# آندره‌آ سالا

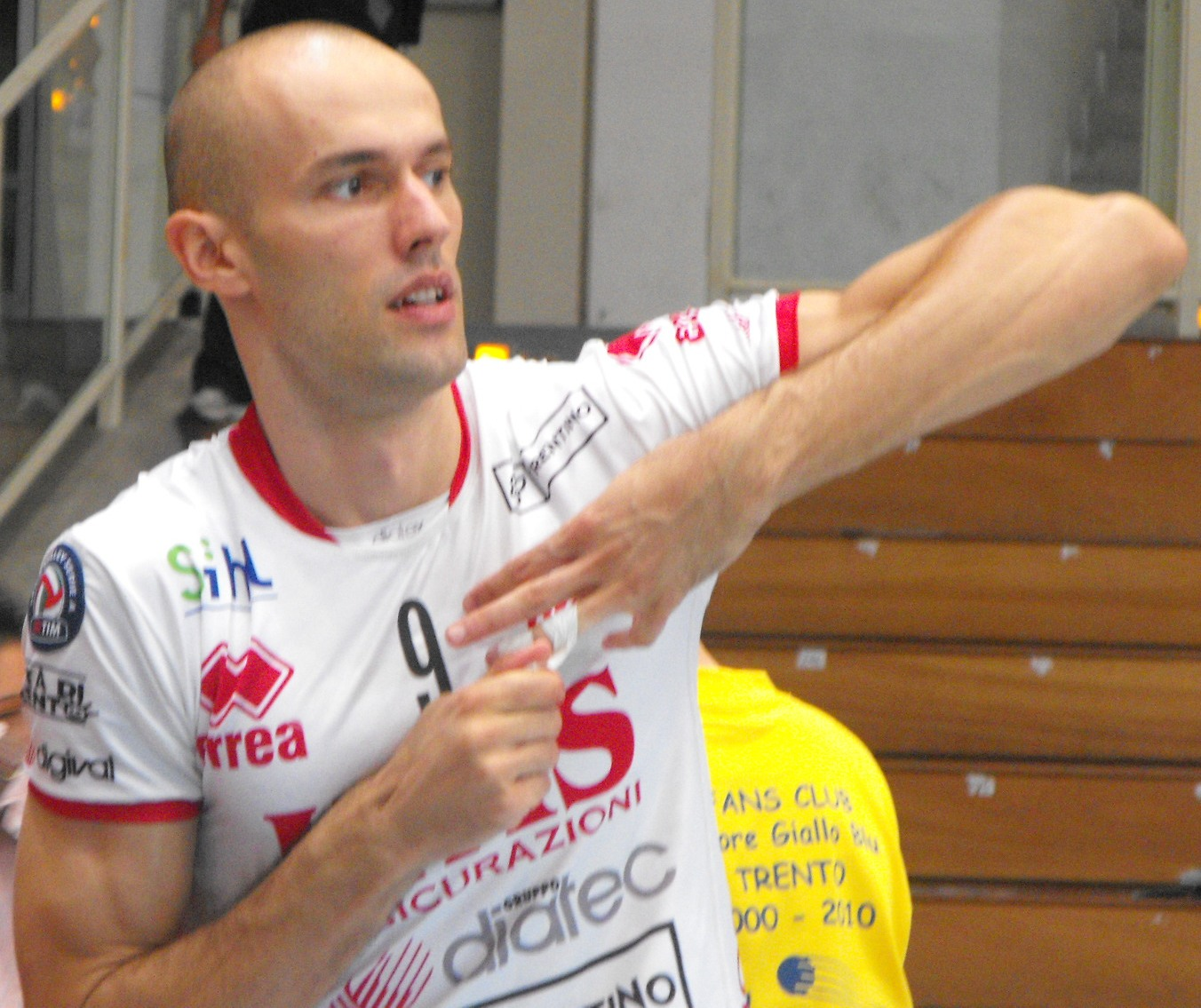
در ترنتینو

آندره سالا (انگلیسی: Andrea Sala) بازیکن والیبال اهل ایتالیا؛ عضو سابق تیم ملی والیبال ایتالیا و فعلی باشگاه کازا مودنا است.
سالا از سال ۲۰۰۷ تا ۲۰۱۲ عضو ثابت تیم ملی ایتالیا بود. او در رده باشگاهی دو قهرمانی لیگ قهرمانان والیبال اروپا و جام باشگاه های جهان را تجربه کرد.